# Ныша (Можгинский район)
Ныша — деревня в Можгинском районе Удмуртии на реке Ныша, центр Нышинского сельского поселения. Находится в 11 км к юго-западу от Можги и в 83 км к юго-западу от центра Ижевска.